# Lagunenevel
De Lagunenevel (M8) is een emissienevel in het sterrenbeeld Boogschutter (Sagittarius). De nevel zelf is in 1747 ontdekt door Guillaume Le Gentil, de open sterrenhoop NGC 6530 die het centrum ervan vormt al circa 1680 door John Flamsteed. Het is niet helemaal duidelijk welk object door Charles Messier als nummer 8 in zijn catalogus opgenomen werd, tegenwoordig neemt men aan dat de gehele nevel bedoeld werd. De nevel is zeer uitgestrekt, de schijnbare afmeting is 3 × 1½ keer die van de maan, wat bij een afstand van 5200 lichtjaar neerkomt op 140 × 60 lichtjaar. Een van de sterren die de nevel ioniseren is 9 Sagittarii.
Als de hemel donker genoeg is is de Lagunenevel met een grote verrekijker (7x50 of 10x50) of kleine telescoop goed te zien als een vage vlek.

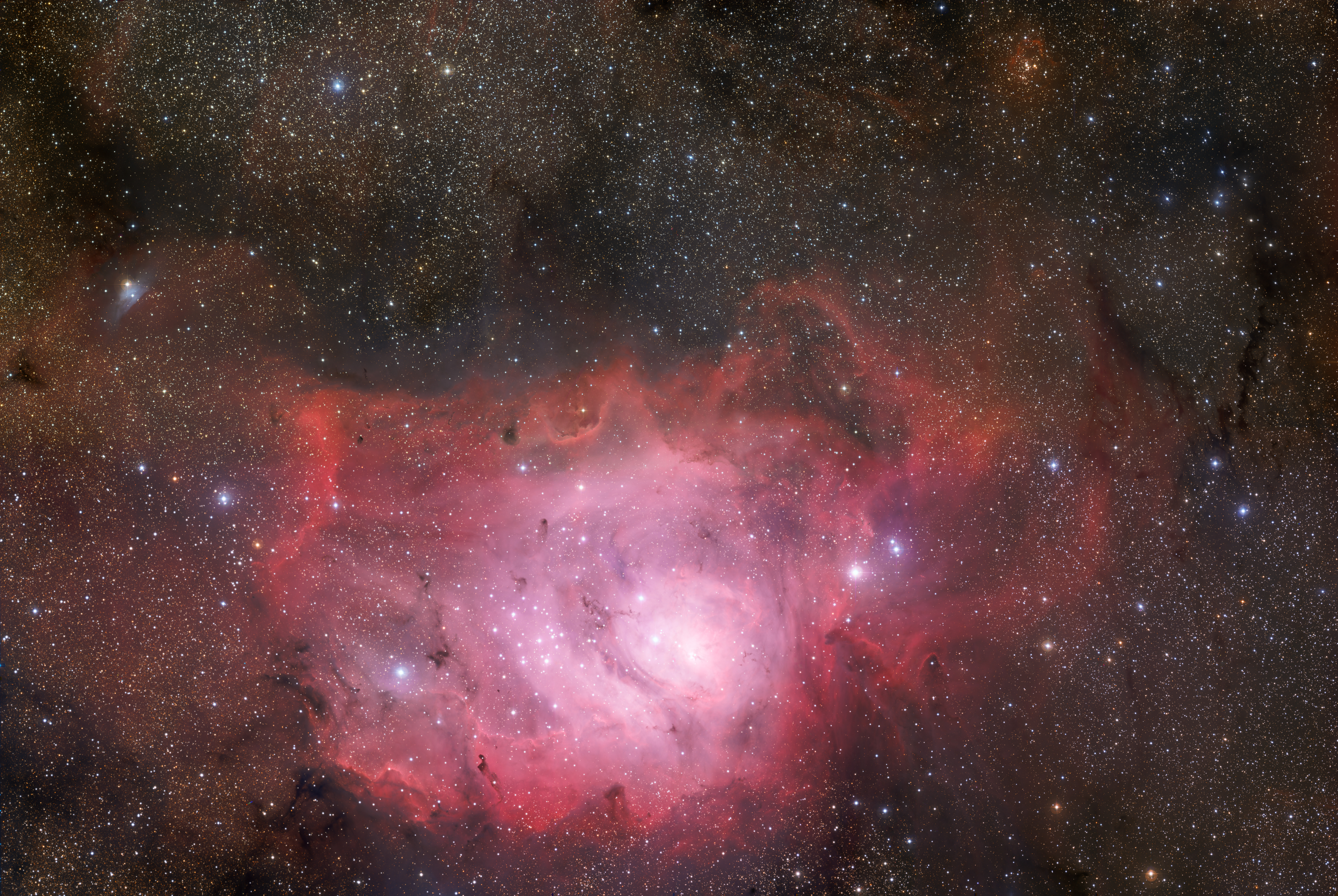
Lagunenevel gezien met de 67-miljoen-pixel Wide Field Imager door de 2,2-metertelescoop van het MPG en de ESO op het Chileense La Silla Observatorium. Voor de locatie binnen het Melkwegstelsel, zie deze video.